# 路易斯·迪亞特
路易斯·迪亞特（法語：Louis Felix Diat，1885年5月5日—1957年8月29日），是一位法裔美籍的廚師和作家，人們經常說維希湯是他創造的料理，不過這是法國和美國料理界的羅生門。

## 生平
路易斯·迪亞特出生在奧弗涅-隆-阿爾卑斯大區阿列省的波旁拉爾尚博，自五歲的時候就喜歡烹飪，八歲時會早早起床煮熱湯，他的母親教他做法式餡餅，他的祖母則教會他木炭烤雞，十四歲的時候就前往糕點店當學徒。
十八歲前往巴黎布里斯托酒店和萊茵與多瑙河酒店工作一段時間，1903年之後，分別在巴黎麗思飯店和伦敦丽兹酒店工作過，廿五歲他移居到美國紐約，他在麗思卡爾頓酒店管理集團曼哈頓成為主廚，路易斯·迪亞特在麗思卡爾頓酒店總共服務了四十一年，當中曾經為威爾斯親王、愛德華八世做過餐點。
路易斯·迪亞特是個非常投入於工作的人，每周工作六天、每天十四個小時；每天大約上午八點鐘進他的辦公室，大約用一個多小時訂購食材，之後的時間就都在廚房當中工作。
路易斯·迪亞特也有開烹飪課程，因此他的學生們成為紐約、華盛頓特區、科羅拉多州等地的主廚，金寶湯公司的總裁亞瑟·多蘭斯（英語：Arthur Dorance），也曾經住在麗思酒店長達半年的時間，只為了跟路易斯·迪亞特學習煮湯的技巧，對於金寶湯公司日後的罐頭湯品，路易斯·迪亞特有很大的貢獻。

### 創造維希湯
1917年他準備為麗思酒店創造新的菜單，想要創造一種令人難忘的冷湯，因此想到小時候母親常用的韭菜、洋蔥、馬鈴薯、黃油、牛奶、奶油的混合湯品，煮出來的乳白色的湯色，他想起如同故鄉法國維琪的溫泉水色，因此將其命名為Vichyssoise，據稱，第一個品嘗到維希湯的是富商查爾斯·邁克爾·施瓦布（法語：Charles M. Schwab），喝了第一碗之後又要了第二碗，因此就被路易斯·迪亞特放入夏季菜單當中，原先在冬季菜單是沒有維希湯，後來因為每年冬季都有顧客提出要求，1923年路易斯·迪亞特將維希湯放在一般菜單當中，使得麗思酒店的維希湯，全年都有供應販售。

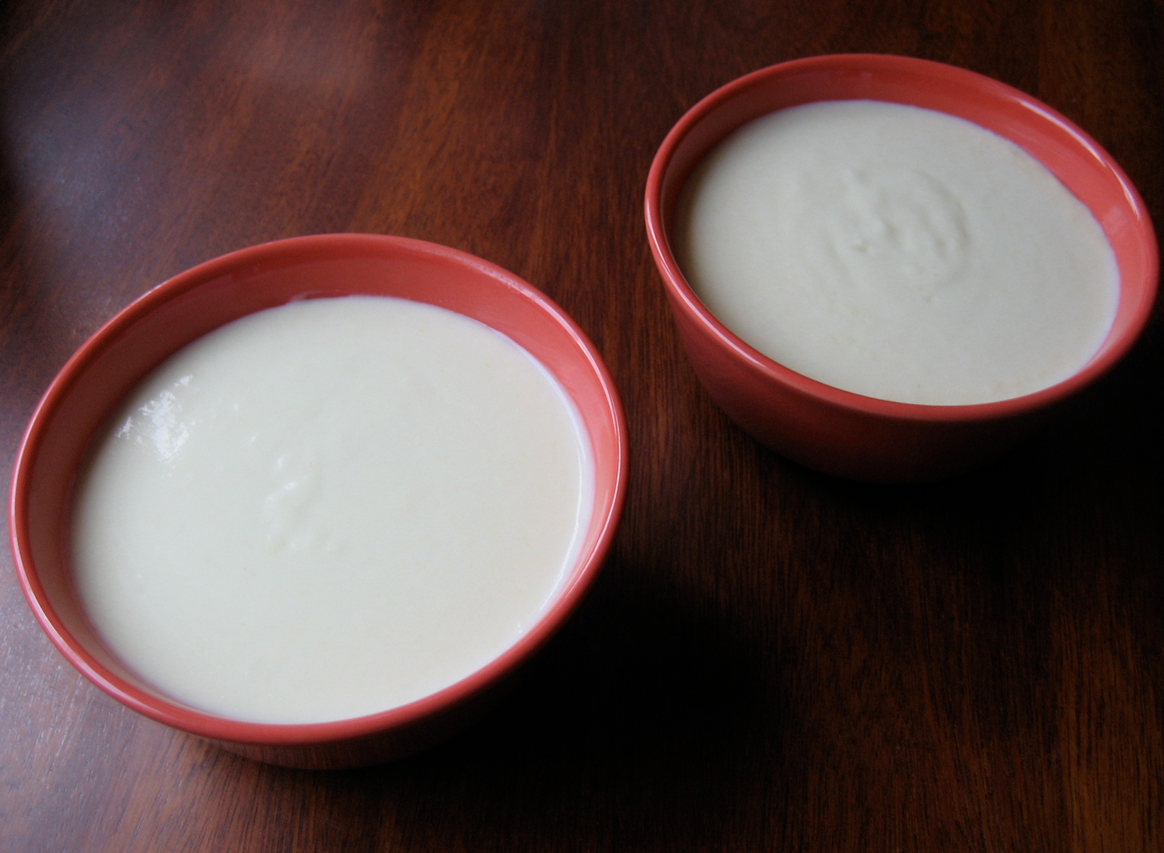
維希湯

### 撰寫食譜
- 《在麗思酒店的烹飪》（法語：Cooking a la Ritz）[5]
- 《美國人的法式食譜》（英語：French Cookbook for Americans）
- 1956年 《家庭法式烹飪》（英語：French Cooking for the Home）
- 1961年 《美食家的基本法國食譜》（英語：Gourmet's Basic French Cookbook）

## 受獎
1938年法國政府看到路易斯·迪亞特，將家鄉料理在美國發揚光大，因此頒給他農業功勳勳章。